# Súaltam

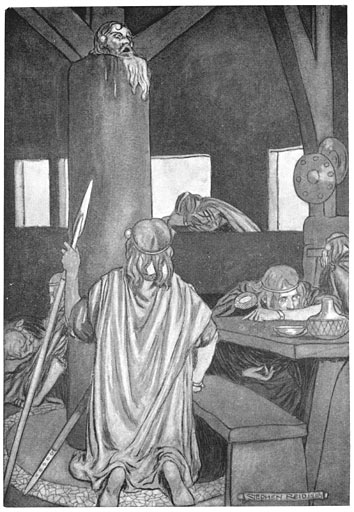
Obraz Súaltam z płaczącą głową

Súaltam (Súaltam mac Róich) – w iryjskiej mitologii był bratem Fergusa Mac Rotha. Usynowił Setantę, którego właściwym ojcem był bóg słońca Lug, a matką, jego żona Deichtine. W trakcie najazdu królowej Medb na Ulster próbował poderwać ducha walki w Ulsterczykach osłabionych klątwą bogini wojny Machy. W desperacji, tak gwałtownie nawrócił swojego konia, że ostra krawędź jego tarczy odcięła mu głowę. Spadająca głowa nadal jednak wzywała do walki wojowników, przez co w końcu poderwali się oni do walki.